# Клімчиці
Клімчиці (пол. Klimczyce) — село в Польщі, у гміні Сарнаки Лосицького повіту Мазовецького воєводства. Населення — 69 осіб (2011).

## Історія
За даними етнографічної експедиції 1869—1870 років під керівництвом Павла Чубинського, у селі переважно проживали римо-католики, меншою мірою — греко-католики, які здебільшого розмовляли українською мовою.
У 1975—1998 роках село належало до Білопідляського воєводства.

## Демографія
Демографічна структура станом на 31 березня 2011 року:
|          | Загалом | Допрацездатний вік | Працездатний вік | Постпрацездатний вік |
| -------- | ------- | ------------------ | ---------------- | -------------------- |
| Чоловіки | 35      | 8                  | 20               | 7                    |
| Жінки    | 34      | 5                  | 20               | 9                    |
| Разом    | 69      | 13                 | 40               | 16                   |